# Stora Uttervik mangangruva

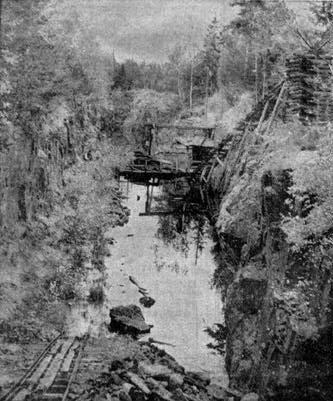
Stora Uttervik mangangruva 1956, tre år efter nedläggningen

Stora Uttervik Mangangruva i Tuna bergslag i Nyköpings kommun är en av Sveriges största kända manganfyndigheter. Malmen är så kallad eulysitmalm och innehåller ungefär 8 procent mangan och 23 procent järn. Gruvan startades av Tunabergs Gruv AB. Brytningen påbörjades 1918 och bedrevs till 1937 då Tunabergs Gruv AB gick i likvidation.
Malmen från gruvan fraktades med häst och vagn de cirka två kilometerna till Galtviken i Bråviken för att skeppas vidare till Oxelösunds järnverk. År 1925 anlades ett järnvägsspår där vagnarna av egen kraft kunde rulla ner till hamnen för att sedan dras tillbaka med hästar. 
År 1942 köpte Norrbottens Järnverk AB, NJA, gruvan för att få mangan till det nystartade järnverket i Luleå. Brytningen startade 1944 och pågick till 1953 då gruvan lades ner. 
Manganfyndigheten ägs idag av SSAB.